# Фридрих фон Хакеборн
Фридрих I фон Хакеборн (на немски: Friedrich I von Hackeborn; † сл. 1200) е благородник, господар на Хакеборн при Ашерслебен в Саксония-Анхалт.

## Произход и управление
Той е син на Бруно фон Хакеборн (* пр. 1100; † сл. 1151) и внук на рицар Свихер фон Хакеборн (* пр. 1080; † сл. 1118).  Брат е на Свихер фон Хакеборн († сл. 1177).
Фридрих I фон Хакеборн е свидетел през 1155 г. в документ на Албрехт I фон Бранденбург („Албрехт Мечката“) и е споменат през 1179 и 1188 г. в документи на император Фридрих Барбароса. Резиденцията му е замък Хакеборн при Ашерслебен. От 1175 г. фамилията притежава замък Випра при Зангерхаузен. Господарите фон Хакеборн продават замък Випра през 1328 г. на архиепископство Магдебург.

## Фамилия
Фридрих фон Хакеборн се жени за Кунигунда фон Випра († 1209), дъщеря на граф Лудвиг II фон Випра, фогт фон Готесгнаден († 1151), и маркграфиня Матилда фон Ветин († 1151). Те имат един син:
- Албрехт I фон Хакеборн (* пр. 1169; † сл. 1215/сл. 1231), господар на Випра, женен за Гертруд вероятно фон Цигенхайн († сл. 1207) и има син:
  - Албрехт II фон Хакеборн (* пр. 1209; † сл. 1255), който има потомци